# Posle svad'by
Posle svad'by (После свадьбы) è un film del 1962 diretto da Michail Ivanovič Eršov.